# كاثرين ميدينا
كاثرين ميدينا (بالإسبانية: Katherine Medina)‏ هي متسابقة ملكة الجمال كولومبية، ولدت في 1990م في ميديلين في كولومبيا.

## روابط خارجية
ميس كولومبيا